# Farysia javanica
Farysia javanica är en svampart som beskrevs av Racib. 1909. Farysia javanica ingår i släktet Farysia och familjen Anthracoideaceae.   Inga underarter finns listade i Catalogue of Life.